# Madagascar (sång)
"Madagascar" är en låt av det amerikanska rockbandet Guns N' Roses. Låten är spår 12 på albumet Chinese Democracy från 2008, och är 5 minuter och 37 sekunder lång. Den är skriven av Axl Rose	och Chris Pitman. Texten i låten handlar om hur Rose är trött på att höra hur han inte kan klara sig utan sina gamla bandmedlemmar. 
Låten innehåller orkester arrangerad av Paul Buckmaster, och ett antal samplade ljud från bland annat två tal av Martin Luther King Jr. och klipp ur filmerna Mississippi brinner, Rebell i bojor, Uppgörelsen, Braveheart och Se7en.
Madagascar framfördes tillsammans med låtarna Welcome To The Jungle och Paradise City på MTV Video Music Awards år 2002.
Två demoversioner av låten läckte ut på internet innan Chinese Democracy släppts, den första i mars 2007, och den andra i juni 2008.